# Amt Nord-Rügen
Het Amt Nord-Rügen is een samenwerkingsverband van 8 gemeenten in het Landkreis Vorpommern-Rügen in de Duitse deelstaat Mecklenburg-Voor-Pommeren. Het Amt telt 7.700 inwoners. Het bestuurscentrum bevindt zich in Sagard.

## Gemeenten
1. Altenkirchen (901)
2. Breege (573)
3. Dranske (1.149)
4. Glowe (974)
5. Lohme (459)
6. Putgarten (185)
7. Sagard * (2.398)
8. Wiek (1.061)